# Vláda Kurta von Schleichera
Vláda Kurta von Schleichera byla vláda Německé říše v období Výmarské republiky, působila od 3. prosince 1932 do 30. ledna 1933. Jednalo se o poslední vládu období Výmarské republiky.
Jednalo se o poloúřednický kabinet. Pouze na ministerstva spravedlnosti a výživy a zemědělství delegovala své zástupce Německá národně lidová strana (DNVP).

## Seznam členů vlády
Post vicekancléře nebyl obsazen.
| Portfej              | Ministr                             | Strana | Strana      | Nástup do úřadu  | Odchod z úřadu |
| -------------------- | ----------------------------------- | ------ | ----------- | ---------------- | -------------- |
| říšský kancléř       | Kurt von Schleicher                 |        | bezpartijní | 3. prosince 1932 | 30. ledna 1933 |
| ozbrojené síly       | Kurt von Schleicher pověřen řízením |        | bezpartijní | 3. prosince 1932 | 30. ledna 1933 |
| zahraničí            | Konstantin von Neurath              |        | bezpartijní | 3. prosince 1932 | 30. ledna 1933 |
| vnitro               | Franz Bracht                        |        | bezpartijní | 3. prosince 1932 | 30. ledna 1933 |
| finance              | Lutz Schwerin von Krosigk           |        | bezpartijní | 3. prosince 1932 | 30. ledna 1933 |
| hospodářství         | Hermann Warmbold                    |        | bezpartijní | 3. prosince 1932 | 30. ledna 1933 |
| práce                | Friedrich Syrup                     |        | bezpartijní | 3. prosince 1932 | 30. ledna 1933 |
| justice              | Franz Gürtner                       |        | DNVP        | 3. prosince 1932 | 30. ledna 1933 |
| pošty                | Paul von Eltz-Rübenach              |        | bezpartijní | 3. prosince 1932 | 30. ledna 1933 |
| doprava              | Paul von Eltz-Rübenach              |        | bezpartijní | 3. prosince 1932 | 30. ledna 1933 |
| výživa a zemědělství | Magnus von Braun                    |        | DNVP        | 3. prosince 1932 | 30. ledna 1933 |
| bez portfeje         | Johannes Popitz                     |        | bezpartijní | 3. prosince 1932 | 30. ledna 1933 |